# Les Villages Vovéens
Les Villages Vovéens ist eine französische Gemeinde mit 3977 Einwohnern (Stand: 1. Januar 2022) im Département Eure-et-Loir in der Region Centre-Val de Loire. Sie gehört zum Arrondissement Chartres und ist Mitglied im Gemeindeverband Communauté de communes Cœur de Beauce. Das Bureau centralisateur des gleichnamigen Kantons befindet sich in Les Villages Vovéens.
Die Gemeinde erhielt 2024 die Auszeichnung „Zwei Blumen“, die vom Conseil national des villes et villages fleuris (CNVVF) im Rahmen des jährlichen Wettbewerbs der blumengeschmückten Städte und Dörfer verliehen wird.
Les Villages Vovéens entstand mit Wirkung vom 1. Januar 2016 als Commune nouvelle durch die Zusammenlegung der bisherigen Gemeinden Voves, Montainville, Rouvray-Saint-Florentin und Villeneuve-Saint-Nicolas, die in der neuen Gemeinde den Status einer Commune déléguée haben. Der Verwaltungssitz befindet sich im Ort Voves.

## Gliederung
| Ortsteil                 | ehemaliger INSEE-Code | Fläche (km²) | Einwohnerzahl (2022) |
| ------------------------ | --------------------- | ------------ | -------------------- |
| Voves (Verwaltungssitz)  | 28422                 | 32,98        | 3322                 |
| Montainville             | 28258                 | 15,35        | 0323                 |
| Rouvray-Saint-Florentin  | 28320                 | 09,36        | 0184                 |
| Villeneuve-Saint-Nicolas | 28416                 | 05,16        | 0148                 |

## Lage
Les Villages Vovéens liegt rund 22 Kilometer südöstlich von Chartres in der Landschaft Beauce.
Nachbargemeinden sind:
- Beauvilliers im Norden,
- Prasville im Osten,
- Éole-en-Beauce im Süden,
- Villeau und Villars im Südwesten,
- Le Gault-Saint-Denis im Westen sowie
- Meslay-le-Vidame und Theuville im Nordwesten.

## Sehenswürdigkeiten
- Kirche Saint-Hilaire in Montainville
- Schloss Reverseaux in Rouvray-Saint-Florentin, seit 1966 ein Monument historique
- Kirche Saint-Laurent in Villeneuve-Saint-Nicolas

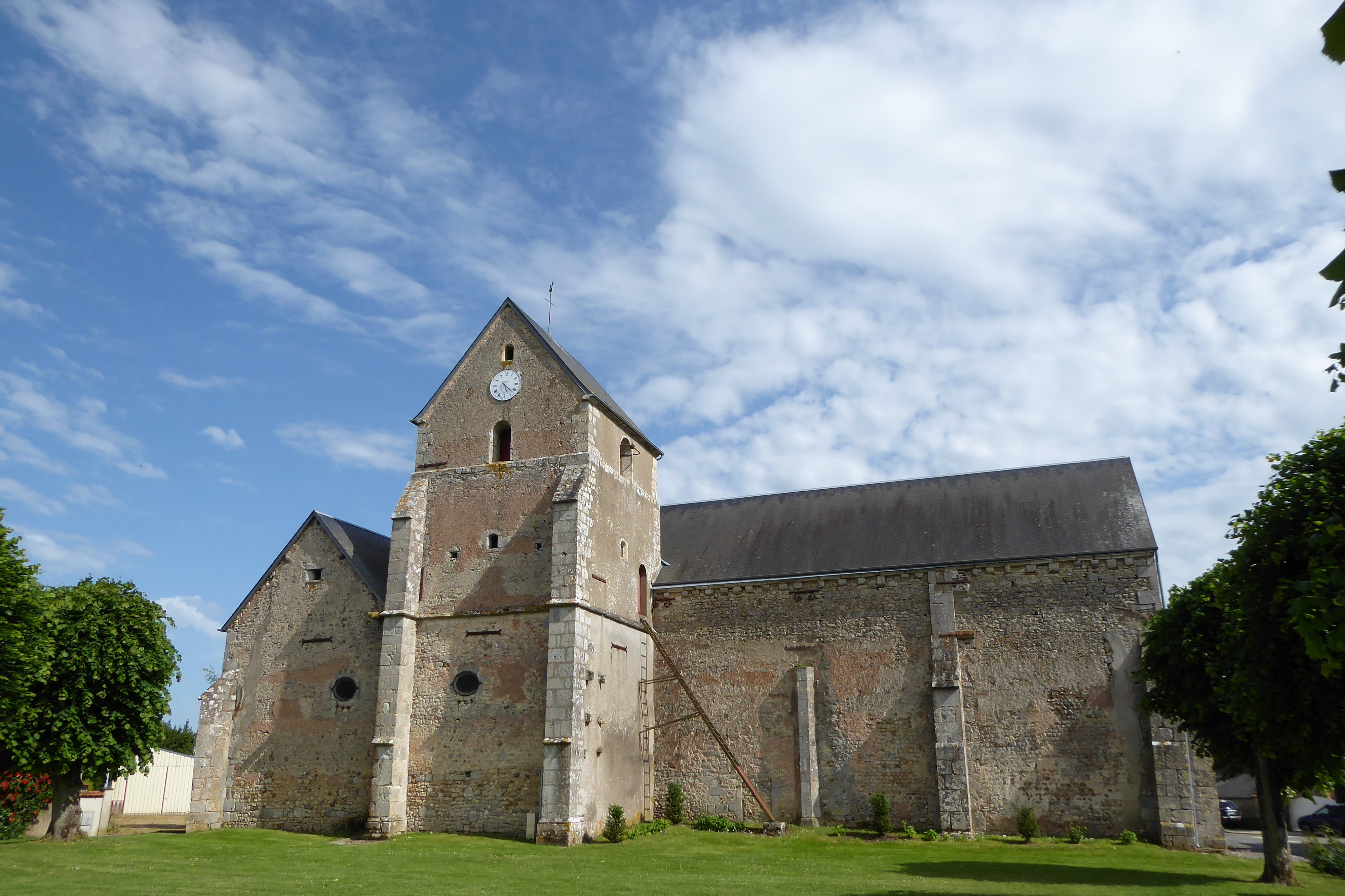
Kirche Saint-Hilaire
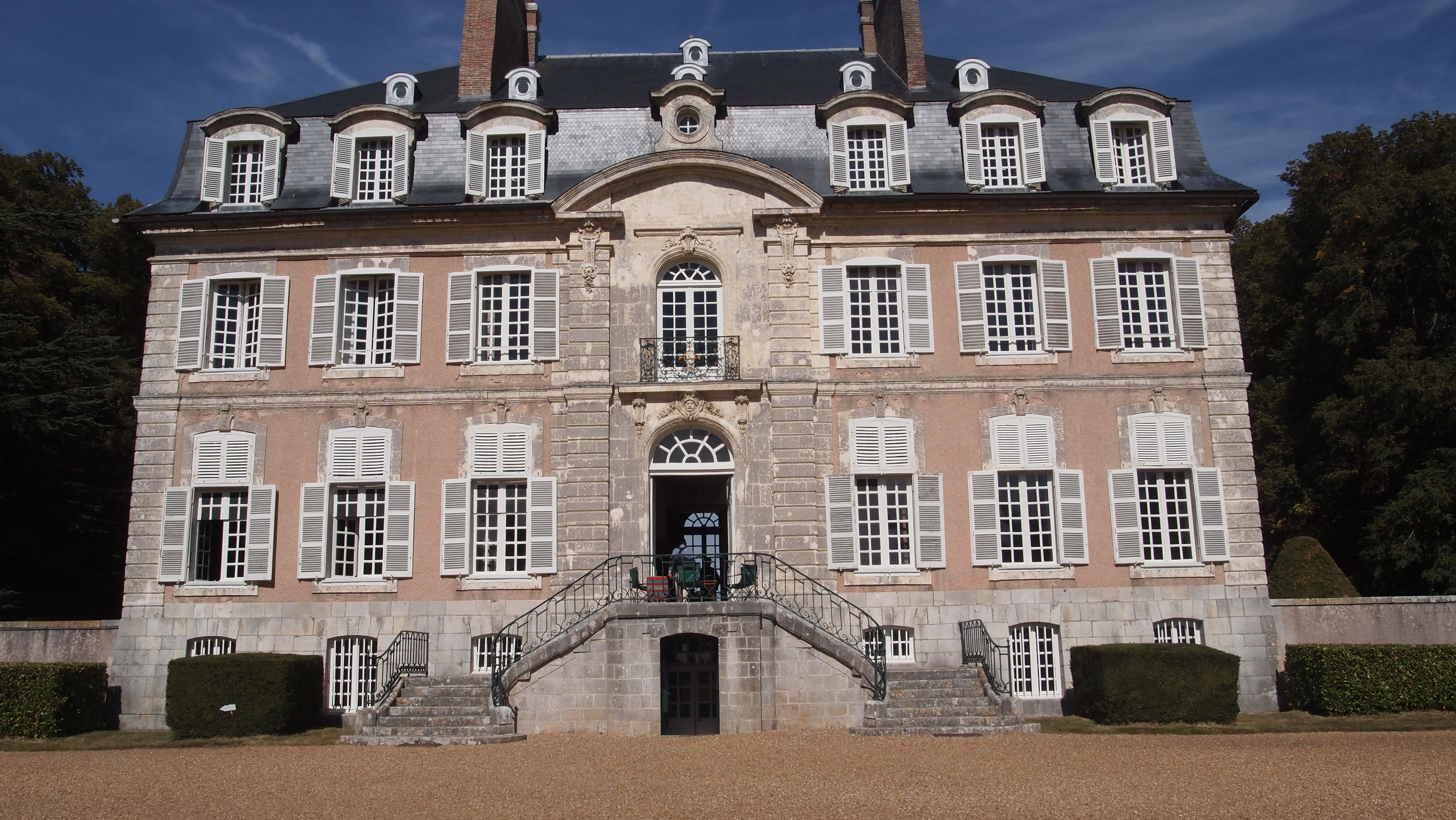
Schloss Reverseaux
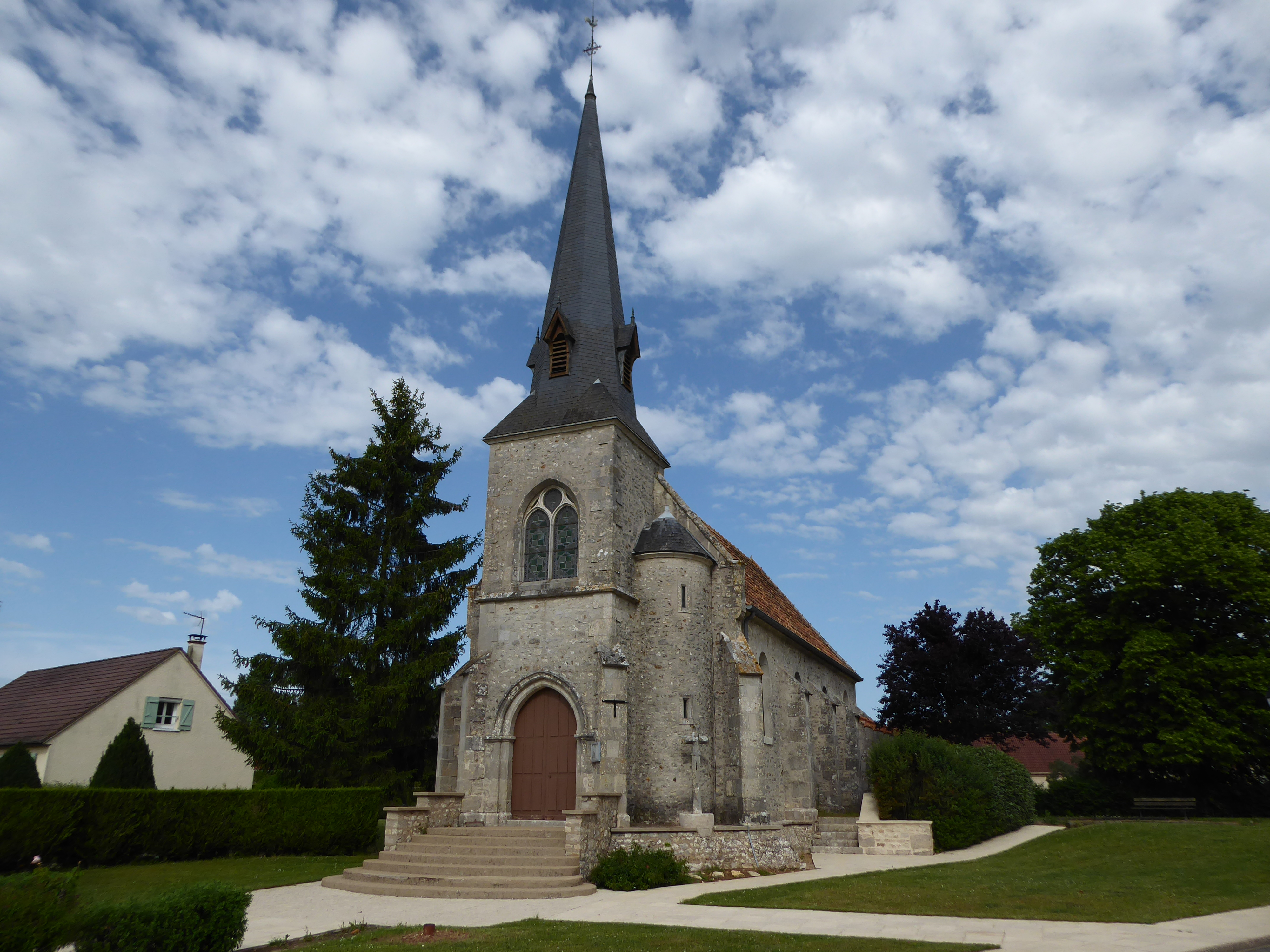
Kirche Saint-Laurent

## Gemeindepartnerschaften
- Stroncone (Italien), Voves seit 2007